# Николюк, Виктор Дмитриевич
Виктор Дмитриевич Николюк (укр. Віктор Дмитрович Ніколюк; род. 19 октября 1975, Шишкино, Кировоградская область) — украинский военачальник, генерал-майор, с 2021 года — командующий ОК «Север». Герой Украины (2022). Почётный гражданин Чернигова.

## Биография
Родился 19 октября 1975 года в селе Шишкино Кировоградской области
В 1996 году окончил обучение в Харьковском гвардейском высшем командно-танковом училище.
В 2007 году окончил Национальный университет обороны Украины имени Ивана Черняховского. Во время службы в рядах Вооружённых сил Украины командовал разведывательной ротой, танковым батальоном и механизированным полком в учебном центре «Десна», был начальником штаба 92-й отдельной механизированной бригады, а затем её командиром.
3 ноября 2015 года в районе населённого пункта Трёхизбенка противник открыл огонь по опорному пункту 92 ОМБр, полковник Виктор Николюк был ранен.
5 декабря 2018 года присвоено воинское звание генерал-майора.

## Награды
- Звание «Герой Украины» с вручением ордена «Золотая Звезда» (10 марта 2022) — за личное мужество и героизм, проявленные в защите государственного суверенитета и территориальной целостности Украины, верность военной присяге[7].
- Орден Богдана Хмельницкого ІІІ степени (28 мая 2015) — за личное мужество и высокий профессионализм, проявленные в защите государственного суверенитета и территориальной целостности Украины, верность военной присяге[8].
- Орден Данилы Галицкого (24 августа 2013) — за весомый личный вклад в защиту государственного суверенитета, обеспечение конституционных прав и свобод граждан, укрепление экономической безопасности государства, высокопрофессиональное исполнение служебного долга и по случаю 22-й годовщины независимости Украины[9].
- Почётный гражданин города Чернигова (21 сентября 2022) — за личное мужество и героизм, проявленные во время исполнения служебного и гражданского долга на благо города Чернигова[2]